# Jacob Emil van Hoogstraten

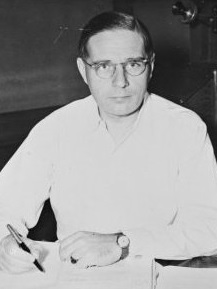
Jacob Emil van Hoogstraten in 1947

Jacob Emil (Dick) van Hoogstraten (Eerbeek, 26 maart 1898 – Den Haag, 17 maart 1991) was een Nederlands ambtenaar in Nederlands-Indië (nu Indonesië) gedurende 1922-1942 en directeur van het Departement van Economische Zaken daar gedurende 1942-1949. Hij was een van de architecten van het economisch herstelbeleid na de crisis van de jaren 30 en van het herstel van de economische malaise veroorzaakt door de Japanse bezetting in het begin van de jaren 40.

## Afkomst in Nederland
Van Hoogstraten was geboren in Eerbeek in 1898 in het geslacht Van Hoogstraten waarvan de afkomst teruggaat tot de 16e eeuw. Zijn vader, Gerard van Hoogstraten (1870-1920), was een dominee in de Nederlands Hervormde Kerk in Eerbeek. Zijn moeder, Amanda Augusta Schoch (1869-1951), was een bekende redactrice en schrijfster van romans met een christelijk-filosofische inslag. Van Hoogstraten volgde de lagere en middelbare school in het nabij gelegen Apeldoorn.
Hij deed zijn kandidaatsexamen in de Rechten aan de Rijksuniversiteit Utrecht in 1920. Zoals destijds gewoonlijk was promoveerde hij later dat jaar op stellingen tot Doctor aan dezelfde universiteit. Na zijn militaire dienst werd hij benoemd tot ambtenaar in Nederlands-Indië in juli 1922. Voor zijn vertrek naar Indonesië huwde hij Johanna Wilhelmina ('Angy') Sanders (1900-1958) op 20 september 1922 in Lausanne (Zwitserland). Zij was de dochter van Johannes Jacobus Sanders (1851-1934), predikant, en Susanne Marianne Ramann (1857-1907).

## In de koloniale overheidsdienst in de jaren 20
Tegen het einde van 1922, begon Van Hoogstraten te werken aan de algemene secretarie in Buitenzorg (nu Bogor), in dienst van de gouverneur-generaal. In Buitenzorg kregen Van Hoogstraten en zijn vrouw vier kinderen: Gheret Samuel (1923-2008), Susanne Marianne (geboren in 1924), Jean Gustave Ulric (1927-1990) en Dirk Hans (1933-2002).
Van Hoogstraten nam andere verantwoordelijkheden aan, zoals het lidmaatschap van de Regentschapsraad in Buitenzorg gedurende 1925-1928 en 1933-1935, die de plaatselijke regent van het regentschap (nu kabupaten) van advies diende. Hij werkte kort aan het Departement van Onderwijs en Eeredienst gedurende de eerste helft van 1927. Zoals gewoonlijk was in koloniaal Indonesië kreeg hij Europees verlof in 1928 na zes jaar in overheidsdienst, in zijn geval acht maanden. Met zijn familie vertrok hij in november 1928 en bracht verschillende maanden door in Lausanne voor zijn terugkeer in maart 1930.
In april 1930, keerde Van Hoogstraten terug naar de Algemene Secretarie. Niet lang daarna werd hij benoemd tot secretaris van een officiële commissie van onderzoek naar het persagentschap Aneta en later tot hoofd van de afdeling voor overheidspublicaties. De commissie bevestigde beschuldigingen geuit in de Volksraad over het gebrek aan onpartijdigheid in Aneta's persberichten en het misbruik door het persagentschap van het het feit dat het een bijna-monopolie op de nieuwsvoorziening in Nederlands-Indië had. Het is niet geheel duidelijk wat Van Hoogstratens bijdrage aan het werk van de commissie was, maar wellicht was het boven verwachting, want hij werd benoemd tot Ridder in de Orde van de Nederlandse Leeuw in augustus 1931. In december 1931 werd hij ook benoemd tot secretaris van de Raad van Departementshoofden.

## Een religieuze man
Zijn geloof was erg belangrijk voor Van Hoogstraten en hij aanvaardde diverse sociale posities die daarmee verband hielden. Zo was hij gedurende 1926-1928 secretaris van Commissie voor de Scheiding van Kerk en Staat. In de jaren 30 was hij ouderling van de Nederlands Hervormde Kerk in Buitenzorg, en voorzitter van de lokale afdeling van de Christelijke Staatkundige Partij (CSP). Als ouderling nam hij deel in een synode van de kerk in april 1933., die de unificatie en herorganisatie van de Nederlands Hervormde Kerk in Indonesië voorbereidde. Hij was ook spreker op verscheidene evenementen die met zijn geloof samenhingen, zoals bijeenkomsten van het Leger des Heils en van de CSP in Batavia (nu Jakarta), en hij gaf publieke lezingen over onderwerpen zoals de scheiding van kerk en staat, en werd lid van de inaugurele raad van de Nederlands Hervormde Kerk en van het bestuur van de theologische school in Buitenzorg voor de opleiding van zendelingen.

## Gedurende economische crisis en herstel, 1933-1941
Behalve secretaris van de Raad van Departementshoofden, werd Van Hoogstraten ook secretaris van de ondercommissie voor economische zaken van de Raad in augustus 1933. Van dat moment tot 1950 werd zijn taak in overheidsdienst zeer tijdrovend. Als secretaris van de ondercommissie kwam hij onder de aandacht van het nieuwe Departement van Economische Zaken dat in 1934 werd opgericht met Edmund P. Wellenstein als directeur. In mei 1934 kwam hij in dienst van het Departement als hoofd van de afdeling voor buitenlandse handelsbetrekkingen. Hij werd meteen toegevoegd aan de Nederlandse delegatie die de uiteindelijk mislukte bilaterale Hart-Nagaoka handelsbesprekingen voerde met Japan die plaatsvonden in Buitenzorg gedurende september-december 1934. Vanaf april 1935, was Van Hoogstraten ook hoofd van de afdeling voor crisismaatregelen.
Sinds mei 1934, namen Van Hoogstratens verantwoordelijkheden snel toe en moest hij de sociale activiteiten in verband met zijn geloof verminderen. De belangrijkste reden voor Van Hoogstraten toenemende werkdruk was het feit dat Indonesië erg te lijden had van de gevolgen van de wereldcrisis van de eerste helft van de jaren 30. De invoerbeperkingen die andere landen afkondigden veroorzaakten grote overproductie van suiker, rubber, thee en andere uitvoergoederen in Indonesië, terwijl de snelle toename van de invoer van textiel uit Japan de invoer van textiel uit Nederland en ook de activiteit in de lokale textielindustrie in Indonesië verminderde. Van Hoogstratens Departement gebruikte directe overheidsmaatregelen om de consequenties van de crisis te verminderen, in de vorm van een nauwgezet systeem van invoerbeperkingen met het doel om de industrie en de voedsellandbouw, met name van rijst, in Indonesië te beschermen en aan te moedigen.
Het systeem van invoerbeperkingen werd steeds meer gedetailleerd en ook afhankelijk van bilaterale onderhandelingen met Nederland en met bestaande en potentieel nieuwe handelspartners, zoals India en Thailand (maart 1936), Japan en China (mei 1937) en Australië (november 1941). Van Hoogstraten nam deel aan en leidde delegaties naar deze landen om handelsmogelijkheden, handelsconcessies en ook scheepvaartverbindingen te bespreken. Bovendien maakten de invoerbeperkingen in Indonesië regelmatig overleg met vertegenwoordigers van importeurs noodzakelijk, zoals met rijstimporteurs in Medan om het regeringsverbod op rijstinvoer uit te leggen in mei 1937. De invoerconcessies die andere landen aan Nederlands-Indië gaven voor bepaalde producten noodzaakten beprekende maatregelen op uitvoer, en ook productie en prijzen, hetgeen samenwerking met diverse nieuwe semipublieke organisaties van producenten en exporteurs van bepaalde producten noodzakelijk maakte.
Ondanks deze bezigheden ontving Van Hoogstraten wederom Europees verlof gedurende april-oktober 1936, na een verder zes jaar in overheidsdienst. Waarschijnlijk reisde hij zijn vrouw na, die al in oktober 1935 naar Nederland was vertrokken met hun twee jongste kinderen.
Bij zijn terugkomst, en nog steeds jonger dan veertig, was Van Hoogstraten een van de hoogste ambtenaren op het Departement van Economische Zaken. Nadat in 1937 Hubertus J. van Mook, Directeur van het Departement werd, werkten beiden samen om de handelspolitiek van Nederlands-Indië te coördineren en uit te voeren. In feite was Van Hoogstraten de plaatsvervanger van Van Mook op dit terrein van economische politiek. Het is waarschijnlijk dat hun samenwerking gebaseerd was op een gedeelde overtuiging dat de toekomst van Indonesië beter gediend zou zijn als Nederland een grotere mate van zelfbestuur zou toekennen.
Van Mook en Van Hoogstraten leidden de moeizame verdere handelsbesprekingen met Japanse vertegenwoordigers in 1938 en in 1940-1941. Zij moesten ook de moeilijkheid onder ogen zien dat Nederland eigenlijk weinig te bieden had met betrekking tot het veiligstellen van buitenlandse markten in de regio voor de exportproducten van Indonesië. Het was Van Hoogstratens verantwoordelijkheid om de principes en details van de economische samenwerking tussen Nederland en Indonesië te bespreken met de Nederlandse regering gedurende 1939-1940. Dit vereiste dat hij de uiteenlopende interesses van Nederland in de buitenlandse handel – met name Indonesiës ontvangsten in buitenlandse valuta – met die van Indonesië in overeenstemming trachtte te brengen.

## Gedurende de Japanse bezetting van Indonesië, 1942-1945
Toen de Nederlandse regering in ballingschap Van Mook als luitenant gouverneur-generaal aanstelde in januari 1942, werd Van Hoogstraten directeur van het departement van economische zaken. Samen met Van Mook vloog hij naar Australië op 7 maart 1942, net voor de val van Java aan de Japanners. Een maand later werd Van Mook naar Londen geroepen om daar het ambt van minister van koloniën in de Nederlandse regering, naast dat van luitenant gouverneur-generaal te aanvaarden. Hij liet de verantwoording voor het organiseren van het Netherlands East Indies Commission for Australia and New Zealand (NEICANZ) aan Van Hoogstraten. Dit orgaan was effectief de regering van Nederlands-Indië in ballingschap in Melbourne. Het werkte met de Australische regering om de terugkeer naar Indonesië na de oorlog voor te bereiden.
Als minister schafte Van Mook in juli 1944 het NEICANZ af om plaats te maken voor diverse departementen, met Van Hoogstraten in de positie van directeur voor economische zaken en plaatsvervangend algemene secretaris van de Raad van Departementshoofden, wat effectief de regering van Nederlands-Indië in ballingschap werd. De raad werkte met de US Allied Supreme Commander of the South West Pacific Area, generaal Douglas MacArthur, en zette de Nederlandsch-Indische Civiele Administratie (NICA) op, een overheidsdienst die gereed zou zijn om naar Indonesië terug te keren na de oorlog met de geallieerde strijdmachten om er de burgerlijke administratie te hervatten. Na Van Mooks terugkeer naar Australië in september 1944 verhuisde de regering in ballingschap naar Brisbane waar het de werkzaamheden voor de terugkeer naar Indonesië en ook de noodzakelijke hulp en herstel werkzaamheden voortzette.

## Gedurende de dekolonisatie van Indonesië, 1945-1949
Tijdens de Japanse overgave in augustus 1945 was Van Hoogstraten in Nederland, dat enkele maanden eerder was bevrijd. Hij keerde meteen op 17 augustus naar Indonesië terug. Terug in Jakarta legde hij, met NICA ondersteuning, beslag als Directeur van Economische Zaken op de faciliteiten van het Departement en startte de voorbereiding van de economische politiek voor het economisch herstel van het land. En van de eerste maatregelen van het Departement was om de buitenlandse handel onder controle te brengen en te laten monopoliseren door de Nederlandsch-Indische Gemeenschappelijke Import en Export Organisatie. Deze instantie was in Melbourne in 1944 opgericht om na de oorlog alle buitenlandse handel van vergunningen afhankelijk te maken en zo de regering de verdiende valuta aan de invoer van goederen van belang voor het economisch herstel toe te wijzen.
Van Hoogstraten werd niet lang daarna betrokken bij de onderhandelingen over de onafhankelijkheid van Indonesië als een federale republiek, hetgeen leidde tot de afsluiting van de Overeenkomst van Linggarjati in november 1946. Gedurende het proces van zowel onderhandelingen en de planning van het economisch herstel had Van Hoogstraten regelmatig contact met zijn counterpart in de regering van de Republiek van Indonesië, Adnan Kapau Gani, gedurende 1946 en met name in april-mei 1947. Van Hoogstraten onderhandelde verdere details met Gani na de ondertekening van de Linggarjati Overeenkomst in maart 1947. Maar zijn verantwoordelijkheden bevatten diverse andere taken, zoals het behartigen van de economische interesses van Indonesië in de VS en in Nederland.
Na de vorming van de Voorlopige Federale Raad van Indonesië in januari 1948, de Raad van Departementshoofden werd de Voorlopige Federale Regering van Indonesië in maart 1948, met Van Hoogstraten als Staatssecretaris voor Economische Zaken. Met het proces naar onafhankelijkheid ogenschijnlijk op orde keerde hij zijn aandacht naar de urgente kwesties van het valutatekort en de planning van de economische toekomst van Indonesië, inclusief de hervatting van de industralisatieplannen die zijn departement had gecreëerd in 1941. Een jaar later was Van Hoogstraten lid van de delegatie van de voorlopige regering die de onafhankelijkheid met de Republiek van Indonesië onderhandelde gedurende de Ronde Tafel Conferentie in september-oktober 1949. Zijn bijdrage was gespitst op de discussies in de economische en financiële commissie, met name over de kwestie van de bilaterale financiële transfers tussen Indonesië en Nederland.

## Persoonlijk leven
Van Hoogstratens toewijding tot zijn overheidstaken gedurende deze moeilijke jaren vergden een persoonlijk tol omdat zijn huwelijk ten einde kwam. De familie brak uiteen toen Van Hoogstraten zijn twee oudste kinderen in Indonesië moest laten in maart 1942, waar ze waarschijnlijk door de Japanse autoriteiten werden geïnterneerd in september 1945. Van Hoogstraten en zijn vrouw scheidden op 25 maart 1947 in Den Haag. Een maand later, op 26 april 1947 gedurende een bezoek aan Australië, trouwde Van Hoogstraten met Lucy Bell Donaldson (1907-1987) in Melbourne. Zij was de dochter van Majoor Robert J. Donaldson, Vice-Consul voor Nederland in Queensland, en werkte voor de regering van Nederlandsch-Indië in ballingschap in Melbourne.

## Na de overheidsdienst, de jaren 50
Na de onafhankelijkheid van Indonesië in december 1949, kwam Van Hoogstraten in dienst van het bedrijfsleven. Van 1950 tot zijn pensioen aan het einde van 1958 op 60-jarige leeftijd was hij in dienst van de Stichting Vertegenwoordiging in Indonesië van de Nederlandse Industrie. Hij werkte vanuit Jakarta en reisde rond in de regio als algemeen vertegenwoordiger van de stichting voor het Verre Oosten, Australië en Nieuw-Zeeland. 

## Onderscheidingen
Voor zijn diensten, werd Van Hoogstraten benoemd tot Ridder in de Orde van de Nederlandse Leeuw in 1931 en Officier in de Orde van Oranje-Nassau in 1938. De Franse regering benoemde hem tot Officier in de Orde de l'Étoile Noire in 1933 en de regering van China onderscheidde hem met de Orde van de Briljante Jade in 1938 en benoemde hem tot Commandeur in de Orde van de Briljante Jade het jaar erna.
Na zijn pensioen vestigde Van Hoogstraten zich in Den Haag waar hij nog meer dan dertig jaar leefde, tot zijn overlijden op 17 maart 1991.